# Ратчино (Липецкая область)
Ра́тчино — село Добровского района Липецкой области, административный центр Ратчинского сельсовета. 

## География
Село расположено на берегу реки Становая Ряса недалеко от её впадения в Воронеж в 30 км на север от райцентра села Доброе.

## Название
Название, по версии топонимистов, от дохристианского имени Ратибор (уменьшительное — Ратша).

## История
В документах 1627—1628 годов упоминается как село Ра́тчина Поля́на — владение одного из московских монастырей. 
Ратчино в качестве села Добринского уезда упоминается в списке с писцовых книг Лебедянского уезда 1633 г., где оно значится вотчиной Ново-Спасского и Чудова монастыря. По окладной книге 1676 года в селе при Покровской церкви значится: „двор попа Феодота, двор попа Григория, двор пономарев, двор просвирницы. Церковной земли в трёх полях пятнадцать четвертей. Сенного покосу на сорок копен, рыбных ловел нет. Да в приходе к той церкви: сто дворов драгунских, пятьдесят дворов драгунских половиньшиков, десеть дворов солдацких, двадцеть дворов бобыльских. И всего 184 двора“. Вместо деревянной обветшавшей церкви в 1840 году была построена каменная церковь в честь Покрова Пресвятой Богородицы. В 1864 году появилась четырёхъярусная колокольня, присоединённая к церкви. В 1877 году прихожане пожертвовали 2475 рублей 55 копеек на покупку двух колоколов. В 1870 устроена каменная ограда вокруг церкви, в 1881 году обновили иконостас, а стены украсили живописью. С 1870 года при церкви действовала школа. Первые четыре года школа располагалась в доме священника, а затем для неё был построен дом, в котором была комната для учителя.
10 сентября 1912 года были освящены новоустроенные приделы во имя святого Апостола и евангелиста Иоанна Богослова и во имя святого великомученника Пантелеймона. В 1930-х годах церковь закрыли, разрушили колокольню. 
В XIX — начале XX века село входило в состав Путятинской волости Раненбургского уезда Рязанской губернии. В 1906 году в селе было 515 дворов.
С 1928 года село являлось центром Ратчинского сельсовета Добровского района Козловского округа Центрально-Чернозёмной области, с 1944 года — в составе Колыбельского района, с 1954 года — в составе Липецкой области, с 1956 года — в составе Добровского района.

## Население
| 1859 | 1897  | 1906  | 2006  | 2010 | 2012 | 2013 |
| ---- | ----- | ----- | ----- | ---- | ---- | ---- |
| 1973 | ↗3301 | ↗3470 | ↘1096 | ↘960 | ↘935 | ↘884 |
| 2014 | 2015  | 2016  | 2017  | 2018 | 2021 |      |
| ↘845 | ↘826  | →826  | ↗844  | ↘823 | ↗902 |      |

## Инфраструктура
В селе имеются филиал МБОУ средняя общеобразовательная школа с. Крутое, детский сад «Малыш», дом культуры, амбулатория, отделение почтовой связи.
К востоку от села расположен военный полигон, предназначенный для тренировок по бомбометанию. На полигоне тренируются лётчики с аэродромов Мичуринск и Липецк-2.

## Достопримечательности
В Ратчине сохранилась действующая Покровская церковь (XIX век, ).